# Hesychotypa aeropa
Hesychotypa aeropa là một loài bọ cánh cứng trong họ Cerambycidae.